# Apsley River (Swan River)
Der Apsley River ist ein Fluss im Osten des australischen Bundesstaates Tasmanien.

## Geografie

### Flusslauf
Der Fluss entspringt an den Osthängen des Mount Punter am Westrand des Douglas-Apsley-Nationalparks, rund 90 Kilometer ostsüdöstlich von Launceston. Von dort verläuft der Apsley River zunächst an der Westgrenze des Nationalparks nach Süden bis zu dessen Südspitze, wo er die Schlucht Apsley Gorge durchfließt. Dann wendet er seinen Lauf dann nach Osten und fließt auf die Küste zu. Etwa sechs Kilometer westlich des Küstenortes Bicheno biegt der Fluss erneut nach Süden ab, unterquert den Tasman Highway, den er dann nach Südwesten begleitet, und mündet bei Llandaff in die Moulting Lagoon, die wiederum in den Swan River mündet.

### Nebenflüsse mit Mündungshöhen
- Hills Creek – 6 m[1]

### Durchflossene Seen
- Moulting Lagoon – 0 m[1]